# دوري بوتان الوطني لكرة القدم 2016
دوري بوتان الوطني لكرة القدم 2016 هو موسم من دوري بوتان الوطني لكرة القدم. أشرف على تنظيمه اتحاد بوتان لكرة القدم، وفاز فيه Thimphu City FC ‏.